# Eponymous
Albums de R.E.M.
Document
(1987) Green
(1988)
Eponymous est la première compilation « greatest hits » du groupe de rock américain R.E.M., sorti en 1988. C'est leur dernière réalisation sur le label I.R.S. Records, avec qui ils étaient sous contrat depuis 1982, juste avant de rejoindre le label Warner Bros. Records.
Eponymous contient quelques titres rares ou versions différentes de titres déjà parus. Allant des titres du EP Chronic Town jusqu'à ceux de l'album Document paru l'année précédente, Eponymous donne un bon aperçu des compositions de R.E.M. à ses débuts.
Paru en octobre 1988, juste un mois avant la sortie de Green, premier album du groupe chez Warner Bros., Eponymous atteint la 44e place des classements aux États-Unis et la 69e au Royaume-Uni.

## Titres
Toutes les chansons sont de Bill Berry, Peter Buck, Mike Mills et Michael Stipe.
1. Radio Free Europe (Original Hib-Tone Single) – 3:47
2. Gardening at Night[1] – 3:30
3. Talk About the Passion (de Murmur, 1983) – 3:20
4. So. Central Rain (de Reckoning, 1984) – 3:15
5. (Don't Go Back To) Rockville (de Reckoning, 1984) – 4:32
6. Cant Get There from Here (de Fables of the Reconstruction, 1985) – 3:39
7. Driver 8 (de Fables of the Reconstruction, 1985) – 3:23
8. Romance[2] – 3:25
9. Fall on Me (de Lifes Rich Pageant, 1986) – 2:50
10. The One I Love (de Document, 1987) – 3:16
11. Finest Worksong (Mutual Drum Horn Mix)[3] – 3:50
12. Its the End of the World as We Know It (and I Feel Fine) (de Document, 1987) – 4:05

## Classements
Album
| Année | Classement        | Position         |
| ----- | ----------------- | ---------------- |
| 1988  | The Billboard 200 | 44 (19 semaines) |
| 1988  | UK Albums Chart   | 69 (3 semaines)  |